# Kodigepalli, Bangarapet
Kodigepalli là một làng thuộc tehsil Bangarapet, huyện Kolar, bang Karnataka, Ấn Độ.